# Summerville (Caroline du Sud)
Pour les articles homonymes, voir Summerville.
Summerville est une ville de Caroline du Sud, aux États-Unis.

## Démographie
| 1880  | 1890  | 1900  | 1910  | 1920  | 1930  |
| ----- | ----- | ----- | ----- | ----- | ----- |
| 1 371 | 2 219 | 2 420 | 2 355 | 2 550 | 2 579 |

| 1940  | 1950  | 1960  | 1970  | 1980  | 1990   |
| ----- | ----- | ----- | ----- | ----- | ------ |
| 3 023 | 3 312 | 3 633 | 3 839 | 6 492 | 22 519 |

| 2000   | 2010   | - | - | - | - |
| ------ | ------ | - | - | - | - |
| 27 752 | 43 392 | - | - | - | - |